# Sidney Wortley Montagu
Sidney Wortley Montagu (28 juillet 1650 - 9 novembre 1727), de Wortley Hall, Yorkshire et Walcot, Northamptonshire, est un propriétaire de mines de charbon britannique et homme politique whig qui siège à la Chambre des communes anglaise et britannique entre 1679 et 1727.

## Jeunesse
Montagu est le deuxième fils d'Édouard Montagu (1er comte de Sandwich), député, et de sa femme Jemima Crew, fille de John Crew (1er baron Crew) de Stene. Enfant préféré de son père, il reçoit une éducation plus libérale que ses jeunes frères. Il fait ses études à Twickenham sous le Dr Fuller en 1660 et fréquente l'académie du Plessis, Paris de 1662 à 1664. Il accompagne son père à la bataille de Vågen en 1665. Entre 1666 et 1671, il voyage à l'étranger en Flandre, en Allemagne, en Italie et en France, et en Espagne où son père est envoyé en 1667. En 1675, il devient enseigne dans les Royal Foot Guards, plus tard Grenadier Guards. Il épouse vers 1676 Anne Newcomen pupille de son père qui est élevé à Hinchingbrooke. Elle est la fille illégitime et héritière de Sir Francis Wortley, 2e baronnet de Wortley, Yorkshire, décédé en 1666. Montagu prend le nom supplémentaire de Wortley. Il développe de vastes intérêts miniers à Durham et Northumberland, prétendument basés sur des baux favorables de terres épiscopales obtenus de son parent Nathaniel Crew, évêque de Durham .

## Carrière politique
La position politique de Wortley Montagu est basée sur l'influence de sa famille dans les Midlands. Il est élu député de Huntingdon après une élection contestée en février 1679. Il est nommé à la commission des élections et des privilèges du premier Parlement d'exclusion, mais ne fait aucun discours et est absent au vote sur le projet de loi d'exclusion. Il est commissaire à l'évaluation pour le Huntingdonshire et le Huntingdon de 1679 à 1680. Aux élections générales d'août 1679, il est réélu pour Huntingdon mais reste inactif au second Parlement d'exclusion. Il est nommé sous-lieutenant de West Riding pendant un an en 1680. Il est réélu en février 1681 et est à nouveau nommé à la commission électorale du troisième parlement d'exclusion. Après une brève sollicitation à Huntingdon en 1685, il abandonne la course aux élections générales de mars 1685 .
Wortley Montagu désapprouve d'abord le débarquement de Guillaume d'Orange, mais sur les rapports de désertion de l'armée de James, il prend une part importante dans la Révolution. Il occupe Sheffield avec la milice de West Riding et est le deuxième à signer la pétition du Yorkshire pour un Parlement libre. Il est de nouveau élu pour Huntingdon aux élections générales de janvier 1689 et est de nouveau nommé seulement au comité des élections. Il appuie la clause invalidante du projet de loi visant à rétablir les sociétés. Sa femme est devenue catholique romaine et est partie à l'étranger. Il est autorisé à présenter un projet de loi pour une pension alimentaire pour leurs enfants, au cas où sa femme lui survivrait, qui reçoit la sanction royale avant la dissolution. Il est de nouveau nommé sous-lieutenant de West Riding en octobre 1688 et occupe ce poste pour le reste de sa vie. Il est également nommé juge de paix pour le Nothamptonshire et nommé commissaire à l'évaluation pour le Huntingdonshire, le Northamptonshire et le West Riding of Yorkshire de 1689 à 1690 .
Wortley Montagu est fiduciaire des domaines de son neveu, Edward Montagu (3e comte de Sandwich) un homme faible, ce qui lui confère une influence aux élections de Huntingdon. Une lutte prolongée pour le contrôle fait rage entre Wortley Montagu et la femme de Sandwich, Elizabeth Wilmot, mais Montagu peut faire élire au moins un député de Huntingdon à toutes les élections, sauf une, entre 1690 et 1715. Montagu est élu pour Huntingdon lors des élections générales anglaises de 1690, mais ne fait aucune autre contribution significative au Parlement de 1690. Il est juge de paix pour le West Yorkshire en 1690, servant pour le reste de sa vie. Aux élections générales anglaises de 1695, il se retire de son siège à Huntingdon pour faire place au candidat de son parent le 4e comte de Manchester. Il est nommé commissaire aux souscriptions à la banque foncière en 1696. Il revient au Parlement lors d'une élection partielle pour Camelford le 1er avril 1696. Il s'abstient au vote du 25 novembre 1696 sur l'arrivée de sir John Fenwick. Aux élections générales anglaises de 1698, il est réélu à la place comme député de Peterborough sous le patronage whig de Lord Fitzwilliam .
Wortley Montagu est un adepte du Whig Junto (en) au début de 1700 et est réélu comme Whig pour Peterborough lors des deux élections de 1701. Il est juge de paix pour le Huntingdonshire en 1701. Il est élu sans opposition pour Peterborough aux élections générales anglaises de 1702, mais la lutte pour contrôler l'élection à Huntingdon avec Lady Sandwich, qui soutient les conservateurs, s'intensifie et conduit à des différends au sein du parlement. Il est de nouveau par ailleurs relativement inactif au Parlement. Il est réélu pour Peterborough aux élections générales anglaises de 1705 et, le 25 octobre, il vote pour le candidat de la Cour à la présidence. Aux élections générales britanniques de 1708, il est de nouveau élu pour Peterborough. Il soutient le projet de loi pour naturaliser les Palatins qui est porté aux Communes par son fils Edward. En 1710, il soutient la destitution du docteur Sacheverell. Il est battu à Peterborough aux élections générales britanniques de 1710 et sa pétition est infructueuse. En tant que membre d'un cartel du charbon du nord-est avec son frère Charles Montagu et Sir Henry Liddell, 3e baronnet, il adresse une pétition aux Communes le 13 avril 1710, contre un projet de loi visant à dissoudre et à empêcher de nouvelles combinaisons dans le commerce du charbon, et grâce à un lobbying intensif, peut annuler l'effet du projet de loi sur leurs activités. Il est nommé haut commissaire adjoint de Northallerton, Yorkshire en 1713. Reconnaissant la valeur d'un siège au parlement, il remplace son fils comme député de Huntingdon aux élections générales britanniques de 1713, son influence pour l'arrondissement demeurant forte malgré l'intrusion dans cette élection de son petit-neveu Edward Montagu, vicomte Hinchingbrooke. Il reste un député inactif, mais le 18 mars 1714 vote contre l'expulsion de Richard Steele .
Wortley Montagu est élu pour Huntingdon aux élections générales britanniques de 1715, et reste fidèle à l'administration Whig et vote pour le projet de loi septennal en 1716, mais est absent des autres votes enregistrés. Il est réélu pour Peterborough aux élections générales britanniques de 1722. Aux élections générales britanniques de 1727, il est battu dans le scrutin à Peterborough, mais sa pétition est acceptée le 13 mai 1728 .

## Cartels du charbon
Wortley Montagu fait partie de la direction d'un puissant cartel du charbon formé en 1709 et, en 1714, est l'un des plus grands propriétaires de charbon de l'époque, coopérant activement avec d'autres représentants de l'industrie au Parlement sur des questions affectant leurs intérêts communs. En 1716, sa défection entraîne l'éclatement du cartel, ce qui lui vaut une impopularité considérable auprès de son ancien associé. En 1726, il se joint à deux autres grands propriétaires de charbon, George Bowes et les Liddell, pour former un nouveau cartel, la Grande Alliance, « qui domine le commerce du charbon pendant le reste du siècle » .

## Mort et héritage
Wortley Montagu est décédé le 9 novembre 1727, ayant survécu à sa femme et à ses enfants mâles, à l'exception de son deuxième fils, Edward, qui hérite de tous ses intérêts dans les mines de charbon ainsi que des domaines de Wortley. Il a également des petits-enfants de son fils décédé John et deux filles survivantes .